# Sowa
SOWA (справжнє ім'я Діана Горбяк; нар. 14 травня 2004, Львів, Україна) — українська співачка та авторка пісень.
Фіналістка телепроєкту «Українська пісня/Ukrainian Song Project», учасниця фестивалю «Atlas Weekend» та національних відборів пісенного конкурсу «Євробачення 2022» і «Євробачення 2023». Лавреатка всеукраїнських та міжнародних конкурсів та фестивалів.

## Життєпис
Народилася 14 травня 2004 у місті Львові, дитячі роки провела у Жовкві. В період проживання у Жовкві вона познайомилася з Софією Перепелицею — дівчиною, яка згодом стала її найкращою подругою та однією з найближчих людей. Їхнє знайомство стало початком міцної дружби, що супроводжувала співачку протягом важливих етапів її життя та творчості. Софія неодноразово згадувалася як джерело підтримки й натхнення, а також як людина, яка відіграла помітну роль у формуванні особистості артистки.
Творчу кар'єру розпочала у 2020 з синглу «Ріка». Одразу після дебютного релізу артистка зібрала свою команду та презентувала наступну композицію «Не дилема». Ця пісня увійшла в ефіри відомих радіостанцій, а кліп отримав ротацію на М2.
Від 2021 року навчається в Київській муніципальній академії музики імені Рейнгольда Глієра.
Вже у жовтні 2021 команда артиста випускає наступний трек «Лате», кліп на який відзняв український кліпмейкер Юрій Двіжон.
7 лютого 2021 року - співачка SOWA презентує одну з найуспішніших своїх робіт - пісня «Сам на сам», саме цим хітом співачка яскраво заявила про себе на теренах вітчизняного шоу-бізнесу, та впевнено увійшла у ротації топових радіо та медіа просторів.
У квітні 2021 року виконавиця випускає пісню "Шрами", де дебютує як автор слів і музики.
У вересні 2021 співачка презентує спільний дует із артистом MELOVIN на пісню «Таємний знак». Робота відзначається надзвичайною чуттєвістю, а сам кліп вразить вас надзвичайними кадрами.
2021 рік - виконавеця потрапляє у лонг лист "Нацвідбору на пісенний конкурс Євробачення" з піснею "Free Love".
2021 рік – участь у таких проектах та фестивалях: Atlas Weekend, “Українська пісня/Ukrainian Song projec” (Арена Львів), «Родина року», "Вечір прем'єр з Катериною Осадчею".
2022 рік - в період повномасштабної війни в Україні співачка презентує пісню "Сльози, то моя зброя" та активно займається волонтерством.
серпень 2022 року - SOWA випускає пісню "Ми літаємо", яку співачці на День народження подарував співак MELOVIN.
У січні 2023 році стала зірковим запрошеним гостем благодійного забігу "Переможна пробіжка" українського бігуна-ультрамарафонця Миколи Тарана.

## Музичні відео
- Ми літаємо - https://www.youtube.com/watch?v=Ejid8pAbp8M
- Сльози, то моя зброя - https://www.youtube.com/watch?v=eAtdTARh2CQ
- MELOVIN & SOWA "Таємний знак" - https://www.youtube.com/watch?v=bvWxE59gltg
- Ріка - https://www.youtube.com/watch?v=w2pQHNHXQm0
- Шрами - https://www.youtube.com/watch?v=pbY_XFILcsI
- Сам на Сам - https://www.youtube.com/watch?v=FDSpqDfQj2E
- Лате - https://www.youtube.com/watch?v=gWcHwFjjRZw
- Не дилема - https://www.youtube.com/watch?v=_iOQQ47Q9Ek

## Нагороди
- лауреат I премії Міжнародного фестивалю «Молода Галичина 2019»;
- гранпрі від Леоніда Кучми «Соловейко України 2019»;
- гранпрі Міжнародного пісенного конкурсу «Зіркові голоси 2019»;
- I премія конкурсу «Aprila pilieni 2019».